# Steppe

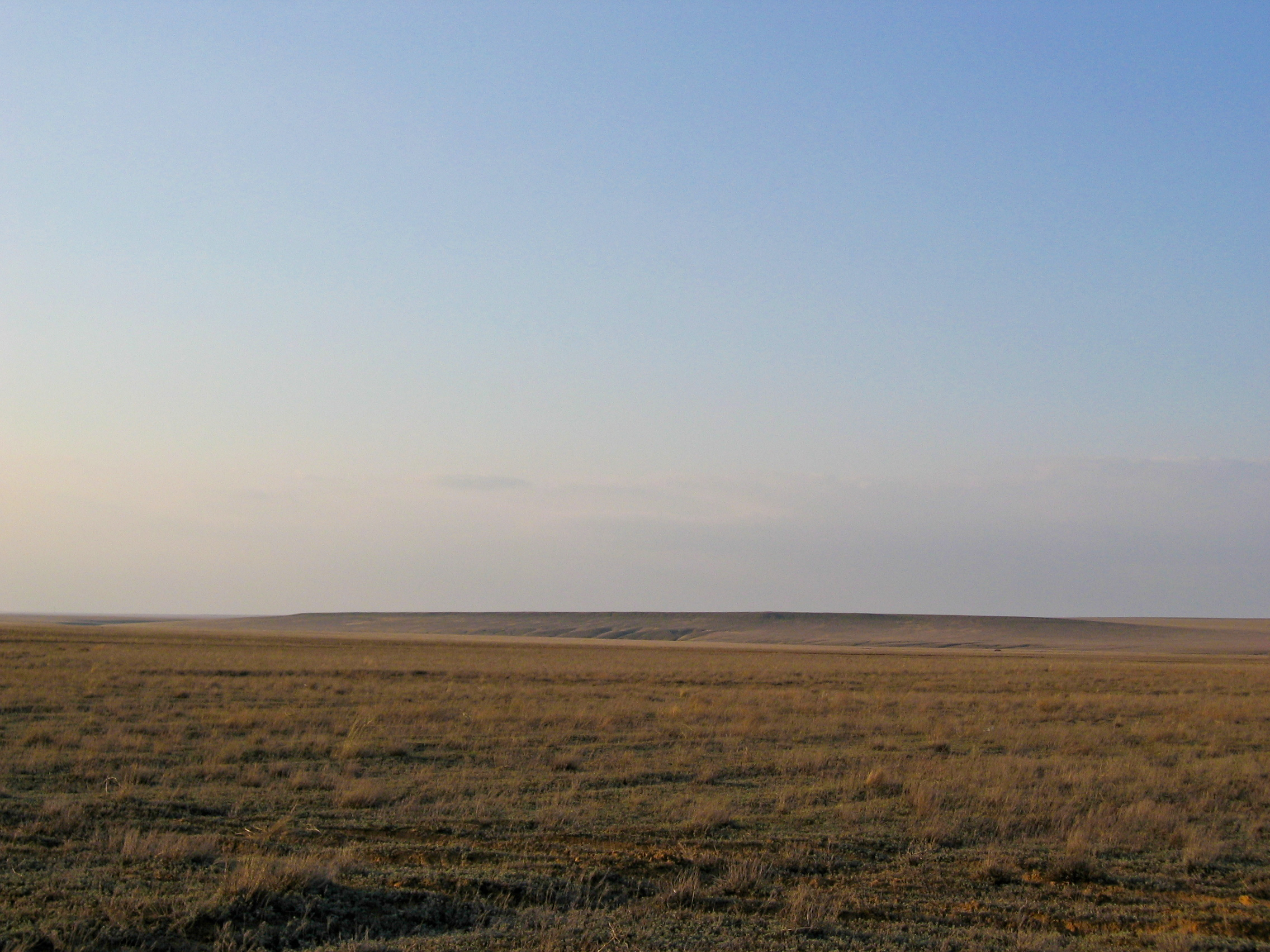
Steppe in Kazachstan in het begin van de lente

Een steppe (van het Russische степь (step’): heideland) is een landschapstype waarin geen bomen groeien, maar voornamelijk grassen. Een steppe is een vorm van natuurlijk grasland. Steppen komen voor in gebieden waar 8–9 maanden per jaar droogte heerst en waar door gebrek aan regen geen bomen groeien. Als het regent wordt het gelige gras plotseling groen en komen plots kruidachtige struikjes tot bloei. Deze kruidachtige struikjes vormen samen met het zand een steppe.

## Gematigde breedtegraad
Typische steppen van de gematigde zone zijn de Centraal-Aziatische steppen.
In die steppen valt gemiddeld 250–500 mm neerslag per jaar.
De steppen van Centraal-Azië zijn ook het grootste steppegebied ter wereld.
Mongolië is binnen dit gebied het land waar de steppen nog het meest intact zijn. Er is relatief veel land nog in natuurlijke en onontgonnen toestand.
In West-Europa komen in de meest continentale gebieden van Spanje natuurlijke graslanden voor. Een voorbeeld hiervan is de Monegrossteppe in Aragón.
Hongarije heeft een steppe met een hoog grondwaterpeil: de poesta.

## Subtropische en tropische breedtegraad
In de subtropische en tropische breedtegraden kan bij veel hogere neerslaggemiddelden nog sprake zijn van steppelandschap.
Dit komt door de veel hogere verdamping op deze breedtegraden.
In deze breedtegraden kan bij 1400 mm neerslag per jaar nog sprake zijn van een steppe.
In de gematigde zone is dit genoeg voor een dicht bebost gebied zoals in de hogere delen van de Ardennen.
Een voorbeeld van een tropische steppe is de sertão in Brazilië.
Een steppe kan ook een halfwoestijn zijn, maar is vaker begroeid met grassen en struiken.